# Berger de Savoie
 (septembre 2019).
Si vous disposez d'ouvrages ou d'articles de référence ou si vous connaissez des sites web de qualité traitant du thème abordé ici, merci de compléter l'article en donnant les références utiles à sa vérifiabilité et en les liant à la section « Notes et références ».
Le Berger de Savoie (parfois appelé berger des Alpes) est une race de chien à faible effectif originaire de la région subalpine des Alpes  (Alpes du Nord). Les premières traces attestant de la présence de cette race remontent au Néolithique. Non molossoïde, de taille moyenne à grande, très musclé, il se distingue généralement par sa couleur noire et feu ou tachetée (arlequin) et ses yeux vairons bleus ou marron. Il est issu de la sélection naturelle due à son isolement géographique. Resté très longtemps inconnu, il fut réellement redécouvert dans les années 1940.
Le maintien de cette race ancestrale requiert une reproduction raisonnée excluant tout croisement avec d'autres races, sauf les croisements d'origines (arc alpin). Cette race est très intéressante de par la polyvalence des qualités que peut avoir ce chien (bouvier berger, chien de garde, chien de recherche, chien de trait, etc.)